# Марега, Мусса
Мусса́ Марега́ (фр. Moussa Marega; родился 14 апреля 1991 года в Лез-Юлисе, Франция) — малийский и французский футболист, нападающий клуба «Эд-Диръия» и сборной Мали.

## Клубная карьера
Мусса Марега родился в французском городе Лез-Юлисе 14 апреля 1991 года. Свою футбольную карьеру начал в местной команде «Эври». Летом 2012 года перешёл в команду «Ле-Пуаре-сюр-Ви», выступавшую в Национальном чемпионате Франции. В 2013 году присоединился к другой команде этой лиги — «Амьену». Летом 2014 года перешёл в тунисский «Эсперанс».
В феврале 2015 года присоединился к команде португальского чемпионата «Маритиму». В 34 матчах за клуб забил 15 мячей и привлёк к себе внимание «Порту», который в январе 2016 года оформил трансфер футболиста за 3,8 млн евро. Спустя полгода Марега был отдан в аренду другому португальском клубу высшей лиги — «Витории из Гимарайнша». За время аренды забил 13 голов в чемпионате Португалии и летом 2017 года вернулся в «Порту».
В сезоне 2017/18 стал основным нападающим команды, забив 22 гола в 29 матчах. Вместе с «Порту» выиграл чемпионат Португалии 2017/18, а также принял участие в групповом этапе Лиги чемпионов.
10 мая 2021 года, на правах свободного агента, перешёл в футбольный клуб «Аль-Хиляль» из Саудовской Аравии, подписав контракт до 2024 года. 21 августа 2023 года покинул саудовский клуб, расторгнув контракт по взаимному согласию сторон.

## Карьера в сборной
Дебютировал за национальную сборную Мали в 2015 году. 4 сентября 2016 года забил первый гол за сборную в матче отборочного турнира к Кубку африканских наций 2017 против Бенина.
Летом 2019 года Мусса был вызван в состав своей национальной сборной на Кубок африканских наций в Египте. В первом матче против Мавритании он забил гол на 45-й минуте с пенальти, а команда победила 4:1.

## Достижения
«Порту»
- Чемпион Португалии (2): 2017/18, 2019/20
- Обладатель Кубка Португалии: 2019/20